# Walled In
Walled In (bra: A Prisioneira) é um filme de suspense e terror canadense de 2009 dirigido e co-escrito por Gilles Paquet-Brenner e estrelado por Mischa Barton, Cameron Bright e Deborah Kara Unger. O filme é baseado no romance francês Les Emmurés, de Serge Brussolo. É a estreia de Paquet-Brenner no cinema em inglês.

## Sinopse
Sam Walczak (Mischa Barton), é uma recém-formada em engenharia. Em sua festa de formatura, seu pai, dono de uma empresa de demolição, lhe dá um presente: um trabalho supervisionando a demolição de um prédio no meio do nada. Se ela for bem-sucedida, ela se tornará sua parceira. Sam chega ao Edifício Malestrazza e é saudado por Mary (Deborah Kara Unger), a zeladora. Sam diz a Mary que ela ficará em um dos apartamentos do prédio. Jimmy (Cameron Bright), o filho adolescente da zeladora, leva as malas para seu apartamento e explica as regras do prédio. Ela deve ficar fora do oitavo andar porque é de Malestrazza e o telhado porque é muito perigoso.
Sam pesquisa o prédio e descobre que foi cenário de uma série de assassinatos horríveis em que dezesseis pessoas foram sepultadas nas paredes. Jimmy leva Sam ao oitavo andar e conta a ela como seu pai foi uma das vítimas, o crime sendo atribuído a um trabalhador de fábrica local. As luzes se apagam e Sam corta a perna depois de entrar em pânico na escuridão seguinte. Mais tarde, Jimmy lava seu ferimento e começa a acariciar sua coxa, mas ela diz a ele para parar. Sam começa a ter pesadelos sobre ser enterrada nas paredes.
O namorado de Sam chega, causando ciúmes em Jimmy. Ao explorar o oitavo andar, Sam e seu namorado descobrem uma passagem secreta que permitiria a alguém ver secretamente qualquer um dos apartamentos. Sam percebe que Jimmy está espionando ela. Mais tarde, enquanto Sam e seu namorado fazem amor, Jimmy observa por trás das paredes. Na manhã seguinte, eles encontram seu cachorro, massacrado. Sam e seu namorado concordam em ir embora.
Jimmy dá a Sam uma cópia do diário de Malestrazza, o arquiteto do prédio. Sam percebe ao ler o diário que deve haver um grande espaço aberto no centro do edifício. Jimmy vai até o telhado para procurar uma abertura para o espaço escondido. Quando ele não retorna, Sam e seu namorado o seguem. Eles descobrem um enorme poço no centro do edifício. Eles ouvem Jimmy chamando do poço, dizendo que está ferido. Sam faz seu namorado abaixá-la em uma corda, mas ele é baleado, fazendo com que Sam caia no fundo. Jimmy então envia o relatório de demolição de Sam e afunda o carro dela em um lago.
Sam acorda no fundo do poço e descobre que um homem está lá com ela. Ele é Malestrazza, o arquiteto, que foi preso lá por Jimmy. Ele diz a ela que Jimmy está mantendo-a lá até que ela aprenda a amá-lo. Sam também descobre que Malestrazza foi o cérebro por trás dos assassinatos e fica pasmo com o fato de as pessoas acreditarem que um trabalhador de fábrica poderia inventar tal esquema de sepultamento de pessoas. Ele também diz a ela que se ele fizer o que Jimmy quer, Jimmy é bom, mas pode ser muito cruel e imaginativo quando desobedece às ordens de Jimmy.
Jimmy está de volta ao buraco e envia uma fita cassete. Malestrazza toca a fita e Jimmy diz que quer ver Sam e Malestrazza dançar. Sam dança com relutância, mas, quando Jimmy diz para eles se beijarem, ela se recusa. Malestrazza a puxa para perto e a força a beijá-lo. Após alguns segundos, Jimmy diz a eles para pararem e ameaça Malestrazza para não tocar em Sam novamente. Ele envia uma cesta com comida, água e um rádio bidirecional. Ele diz a Sam para manter o rádio com ela para que eles possam conversar e estar perto.
Sam procura uma maneira de escapar e percebe que uma parede leva à área de lixo. Quando Jimmy retorna, ela mente e diz que está ferida e precisa de remédios. Quando Jimmy traz o remédio, ela abre as cápsulas e começa a criar uma mistura para tentar explodir a parede e entrar na sala de lixo. A tentativa de Sam falha e Jimmy fica chateado por ela ter tentado escapar.
Antes que Jimmy pudesse exigir sua punição, sua mãe, Mary, o pega. Mary percebe que Sam está no buraco com Malestrazza. Mary diz a Jimmy que o lugar era para o arquiteto e não para mais ninguém. Ela percebe que Sam deve ficar no buraco com Malestrazza, ou então eles a levarão embora e Jimmy ficará órfão.
Sam está preso no buraco com Malestrazza, que ela percebe que não quer escapar. Este é seu túmulo, e ele a escolheu para matá-lo. Ela eventualmente o mata após algumas provocações, e ele agradece depois que ele cai em sua tumba e começa a se encher de cimento. Sam está perto da parede, esperando que Jimmy passe e a salve.
A equipe de demolição chega e seu pai pergunta onde Sam está. Mary diz a ele que ela foi embora. Seu pai diz que pensou que ela gostaria de ver seu primeiro prédio sendo demolido. Mary está mantendo Jimmy calmo enquanto eles montam e começam a instalar os explosivos. Quando a contagem regressiva começa, Jimmy começa a dizer "Sam", e então grita o nome dela e corre em direção ao prédio. O pai de Sam diz a eles para parar a contagem regressiva. No telhado, Jimmy olha para baixo e seu pai pergunta o que eles fizeram. Jimmy então se joga, se matando, e cai ao lado de Sam. Sam é então retirada do buraco e colocada em uma ambulância.
Sam narra que Malestrazza construiu 27 edifícios e que todos eles ainda estão de pé. Ele considerou a construção de Malestrazza sua obra-prima. O prédio não será demolido.[carece de fontes?]

## Elenco
- Mischa Barton como Samantha Walczak
- Cameron Bright como Jimmy
- Deborah Kara Unger como Mary
- Noam Jenkins como Peter
- Pascal Greggory como Malestrazza
- Eugene Clark como Burnett
- Jane Redlyon como Denise
- Rob van Meenen como Patrick Walczak
- Josh Strait como Vincent Walczak

## Lançamento
O filme estreou no Festival de Cinema de Glasgow em 20 de fevereiro de 2009.
O filme recebeu um lançamento direto em DVD na América do Norte em 17 de março de 2009.
Há também uma história em quadrinhos com o mesmo nome produzida pela Spacedog, publicada pela Ape Entertainment e disponível em abril de 2009.
Foi lançado pela Momentum Pictures em DVD em 5 de outubro de 2009 no Reino Unido.

## Recepção
Como o filme foi lançado diretamente em DVD, recebeu críticas limitadas. O filme recebeu uma reação mista. DVD Talk avaliou o filme com 3/5 estrelas, elogiando o desempenho do elenco e a eficácia do baixo orçamento, embora a crítica concluísse que o filme merecia uma conclusão mais forte. O filme foi avaliado em 5/10 pela IGN e tinha relatos conflitantes sobre as performances do elenco, descrevendo Barton como "fantástico" e Bright como "duro". Real Movie News descreveu o filme como "atmosférico" e "atraente", mas questionou a identidade confusa do filme.